# Axoclinus storeyae
Axoclinus storeyae är en fiskart som först beskrevs av Brock, 1940.  Axoclinus storeyae ingår i släktet Axoclinus och familjen Tripterygiidae. IUCN kategoriserar arten globalt som livskraftig. Inga underarter finns listade.